# الألفية الميلادية الأولى
الألفية الأولى للميلاد هي الفترة الزمنية التي بدأت من 1 يناير من سنة 1 ميلادية وانتهت في 31 ديسمبر من عام 999 للميلاد من التقويم اليولياني.
هذه الألفية هي بداية الأنو دوميني أو فترة ما بعد الميلاد (ميلاد يسوع).
في أمريكا الوسطى الألفية الأولى تمثل فترة من النمو الهائل المعروف باسم عصر الكلاسيكية (200-900 م). نمت حضارة تيوتيهواكان وإمبراطوريتها هيمنت على كامل أمريكا الوسطى.
في أمريكا الجنوبية بدأت حضارات ما قبل الإنكا. وبدأ إنتاج القطع المعدنية المثيرة للإعجاب وبعض من خيرة منتجات الفخار المشاهدة في العالم القديم.

أحداثها